# ARCI
ARCI es una asociación italiana de promoción social, su nombre se basa en el acrónimo de su antigua denominación, Associazione Ricreativa e Culturale Italiana traducida al español como «Asociación Recreativa y Cultural Italiana».
Las raíces de ARCI se encuentran en la historia del mutualismo italiano, representando una continuidad histórica y política con la A.R.C.I. fundada en Florencia el 26 de mayo de 1957.
La asociación se reconoce y basa su actuación en tres fuentes:
- La constitución italiana considerando que representa los valores democráticos de la resistencia italiana contra el fascismo.
- La Declaración Universal de los Derechos Humanos.
- La construcción de la Unión Europea de los ciudadanos.

Es una de las asociaciones más grandes del país contando con 1.100.000 socios (2004). Su estructura organizativa se basa en 4.796 «círculos» a nivel local, que se ocupan de distintas temáticas como cultura, (arte, cine/video, literatura, poesía, música, teatro/danza), turismo, derechos, empeño social, servicio civil y solidaridad internacional.
Su bandera está formada por seis bandas horizontales del mismo tamaño y distinto color que representan el ambiente y las distintas poblaciones humanas.
ARCI actúa a nivel local, nacional e internacional (como en el Foro Social Mundial) tiene su sede nacional en Roma y su presidente actual es Paolo Beni (2008).